# 지방시 (브랜드)
지방시(프랑스어: Givenchy)는 프랑스의 명품 브랜드이다. 1993년 LVMH에 인수되었다.